# Chiến tranh Ất Mùi
Chiến tranh Ất Mùi (Nhật: 乙未戦争 (Ất Mùi chiến tranh) Hepburn: Kinotohitsuji sensō) hay Chiến tranh xâm lược Đài Loan (Nhật: 台湾征討 (Đài Loan chinh thảo) Hepburn: Taiwan seitō) là trận chiến giữa Nhật Bản và các lực lượng vũ trang của Đài Loan Dân Chủ tồn tại trong thời gian ngắn sau khi Hiệp ước Mã Quan giữa Nhật Bản và Đại Thanh được ký kết quyết định nhượng lại Đài Loan cho Nhật Bản. Người Nhật bắt đầu Chiến dịch bình định Đài Loan (Nhật: 台湾平定作戦 (Đài Loan bình định tác chiến) Hepburn: Taiwan heitei sakusen), trong khi lực lượng Cộng hòa chiến đấu chống lại sự chiếm đóng của Nhật Bản. Những người lính còn sót lại của nhà Thanh và một số cư dân Đài Loan đã chống lại cuộc đổ bộ của quân Nhật.
Chính phủ Nhật Bản coi trận chiến này là một phần của Chiến tranh Nhật–Thanh, vì đây là cuộc chiến nhằm tiêu diệt những kẻ thù còn sót lại của cuộc chiến.
Cái tên Chiến tranh Ất Mùi xuất phát từ lịch Can Chi, năm mà cuộc chiến xảy ra là năm Ất Mùi 1895.

## Tổng quan
Ngày 17 tháng 4 năm 1895, Chiến tranh Nhật–Thanh kết thúc với Hiệp ước Mã Quan, Nhật Bản chính thức chiếm được Đài Loan từ tay nhà Thanh và hòa bình được lập lại giữa hai nước. Các sĩ quan quân đội nhà Thanh phản đối việc nhượng lại Đài Loan đã thực hiện các biện pháp ngăn chặn việc nhượng bộ, bao gồm cả kế hoạch cho Anh và Pháp thuê Đài Loan để lôi kéo các cường quốc can thiệp. Ngày 25 tháng 5, Đài Loan Dân Chủ Quốc được thành lập. Tuy nhiên, các cường quốc như Nga, Đức, Pháp hài lòng với kết quả của cuộc Can thiệp ba bên nên đã không công nhận nhà nước Đài Loan Dân Chủ, và Anh cũng không có động thái gì. Khi chính phủ Nhật Bản nhận được báo cáo về một cuộc nổi dậy vũ trang ở Đài Loan, họ đã áp dụng các biện pháp để bình định bằng vũ lực. Từ Liêu Đông, Sư đoàn Cận vệ do Thân vương Kitashirakawa Yoshihisa, một trung tướng lãnh đạo Quân đoàn 2 đã được phái đến Đài Loan. Sư đoàn Cận vệ đã phối hợp với tổng đốc Kabayama ở tỉnh Okinawa vào ngày 27 tháng 5. Bất chấp quyết định nhượng lại Đài Loan cho Nhật Bản, một số người ở Đại Thanh đã cố gắng ngăn cản Đài Loan tuyên bố độc lập, ngày 29 tháng 5, quân Nhật đổ bộ vào Tam Điêu Giác tại đông bắc đảo Đài Loan mà không cần chờ trao đổi với nhà Thanh nên các lãnh đạo của Đài Loan Dân Chủ đã bỏ trốn. Tuy nhiên, khi đặt chân lên Tam Điêu Giác, họ đã gặp một chút kháng cự nên đã tiến hành một cuộc càn quét.
Ngày 2 tháng 6, Lý Kinh Phương và tổng đốc Kabayama tiến hành các thủ tục chuyển giao đảo Đài Loan, Nhật Bản chính thức chiếm hữu Đài Loan (Đài Loan dưới sự cai trị của Nhật Bản).
Vào ngày 6 tháng 6, các lãnh đạo của Đài Loan Dân Chủ, trong đó có Tổng thống Đường Cảnh Tùng, đã chạy trốn vào đất liền. Lính đánh thuê người Quảng Đông do Đài Loan Dân Chủ thuê đã làm loạn tình hình trị an. Ngày 14 tháng  6, người dân Đài Bắc đã chào đón Cô Hiển Vinh làm đặc phái viên của quân đội Nhật Bản nhằm duy trì an ninh trật tự, Đài Bắc đã đầu hàng không đổ máu.
Ngày 17 tháng 6, Nhật Bản tổ chức Lễ thành lập Đài Loan tổng đốc phủ tại Đài Bắc. Quân Nhật di chuyển xa hơn về phía nam, nhưng dân quân ở nhiều nơi đã chống cự nên Nhật bổ sung thêm Sư đoàn 2 và Lữ đoàn 4 liên hợp. Ngày 20 tháng 8, quân Nhật bao vây Đài Nam từ phía bắc và phía nam. Vào ngày 19 tháng 10, Tướng Lưu Vĩnh Phúc đã bí mật trốn sang Hạ Môn trên một tàu buôn của Đức, những người lính bại trận của ông ta đã chạy tán loạn. Ngày 22, quân Nhật tiến vào Đài Nam. Tới An Bình vào ngày 29, ngày 18 tháng 11, tổng đốc Kabayama ra tuyên bố bình định toàn bộ hòn đảo. Sau đó, các cuộc nổi dậy nổ ra ở miền Bắc vào cuối năm và ở miền Nam vào đầu năm sau, sự kháng cự kiểu du kích xảy ra ở nhiều khu vực cho đến năm 1902.